# 鈴井智彦
鈴井 智彦（すずい ともひこ、1972年1月6日 - ）は、愛知県刈谷市出身のサッカー指導者。JFA 公認A級コーチ。

## 来歴
サッカー名門校の東海大学で選手としてプレー。現役時代はフォワードやサイドバックなどのポジションを経験し、大学では田坂和昭と同期だった。大学卒業後はサッカー専門誌のサッカーダイジェストに編集部員として採用され、金子達仁や戸塚啓の指導を受けた。1996年にサッカーダイジェストを辞め、フォトグラファーを目指してスペイン・バルセロナに渡る。当時はカメラに関しては素人で独学で勉強した。2008年まで現地に滞在しフォトグラファーのほかスポーツライターとしても活動、Numberやプレイボーイに寄稿した。
帰国後はFC琉球にオフィシャルカメラマンとしてスタッフ入り。2009年に琉球の監督に就任した新里裕之の誘いを受けて指導者に転身した。琉球退団後、Wウィング沖縄FC U-15監督を経て2014年にブラウブリッツ秋田U-18の監督に就任。2016年は栃木SCのヘッドコーチ、2017年は大分トリニータU-18の監督を務めた。
2018年、スペイン時代以来の知人である羽中田昌の打診を受け、羽中田が監督を務めるブリオベッカ浦安のコーチに就任した。同年9月に羽中田が成績不振により監督を解任されると、後任として監督代行に就任した。
その後ブリオベッカ浦安U-15監督、東京ヴェルディアナリストを務め、2022年1月30日に鈴鹿ポイントゲッターズのアシスタントコーチに就任した。
2023年、ヴィッセル神戸の強化部スカウト部長に就任。

## 指導歴
- 2009年 - 2010年 FC琉球 コーチ
- 2011年 - 2013年 Wウィング沖縄FC U-15 監督
- 2014年 - 2015年 ブラウブリッツ秋田 U-18 監督
- 2016年 栃木SC ヘッドコーチ
- 2017年 大分トリニータ U-18 監督
- 2018年 - ブリオベッカ浦安 ヘッドコーチ
- 2018年9月 - 同年12月 ブリオベッカ浦安 監督代行
- 2019年 ブリオベッカ浦安 U-15 監督
- 2020年 - 2021年 東京ヴェルディ アナリスト
- 2022年 - 鈴鹿ポイントゲッターズ アシスタントコーチ

### 監督成績
| 年度 | チーム | リーグ  | 順位 | 勝点 | 試合数 | 勝 | 分 | 敗 | 得点 | 失点 |
| ---- | ------ | ------- | ---- | ---- | ------ | -- | -- | -- | ---- | ---- |
| 2018 | 浦安   | 関東1部 | 5註  | 1    | 1      | 0  | 1  | 0  | 2    | 2    |

- 註途中就任の2018年9月5日以降の成績

## 著書
- 岸本勉、スエイシナオヨシ共著『BEAUTIFUL MOMENTS:PHOTOGRAPHS OF 2006 FIFA WORLD CUP GERMANY』ラトルズ、2006年10月。ISBN 978-4899771685